# Führungspersonal der Pariser Kommune
Als Pariser Kommune wird eine während der Belagerung von Paris unter den Augen der Regierung der nationalen Verteidigung (Regierung Trochu – Favre – Gambetta) vorbereitete und am 18. März 1871 offen ausgebrochene Revolte von Kleinbürgern und Arbeitern verschiedener ideologisch-politischer Richtungen bezeichnet. Das Führungspersonal der Pariser Kommune setzte sich aus den Mitgliedern des Zentralkomitees der 20 Stadtbezirke (comité central de vingt arrondissements bzw. comité central republicain de vingt arrondissements), den Mitgliedern des Zentralkomitees des Republikanischen Bundes der Nationalgarde (comité central de la fédération républicaine de la Garde nationale) sowie den Mitgliedern des Gemeinderates von Paris, der eigentlichen commune zusammen, wobei es eine Vielzahl von Personalüberschneidungen gab. Entsprechend den damaligen gesellschaftlichen Verhältnissen war die Mitgliedschaft in der Nationalgarde Männern vorbehalten, ebenso das aktive wie das passive Wahlrecht, weswegen Frauen in dieser Auflistung fehlen.

## Mitglieder des Zentralkomitees der 20 Stadtbezirke
Das Zentralkomitee der 20 Stadtbezirke war kein aus allgemeinen Wahlen hervorgegangenes Gremium, sondern ein nach vorbereiteten Namenslisten am 6. September 1870 beschlossener und am 11. September konstituierter Zusammenschluss von je vier revolutionären Aktivisten der 20 Pariser Arrondissements verschiedener Richtungen. Zu den am 14. September veröffentlichten Zielen gehörten:
- Auflösung der zentralstaatlichen Polizei (police d'État), dafür Schaffung einer den jeweiligen städtischen Behörden unterstellten Polizei aus Mitgliedern der Nationalgarde
- sofortige Absetzung aller Gerichtsbeamten und Aufhebung aller Urteile aus politischen Strafsachen
- Wahl und Verantwortlichkeit (Möglichkeit der Abwahl) aller staatlichen und kommunalen Funktionsträger
- Presse- und Vereinigungsfreiheit[1]
- Requirierung und Rationierung aller vorhandenen Waren in Vorbereitung auf die damals bevorstehende Belagerung, welche am 19. September begann.

Zu diesem Zentralkomitee gehörten (in alphabetischer Reihenfolge) u. a.:

### Augustin Germain d'Avrial (auch nurAvrial)
Geboren am 20. November 1840 in Revel (Haute-Garonne), seit 1847 in Paris, gestorben Ende 1904 in Fécamp (Normandie), (Beerdigung am 13. Dezember in Paris). 1859 bis 1865 Militärdienst, zuletzt als Infanterieunteroffizier. Arbeitete als Mechaniker, wurde 1869 als Syndikalist Mitglied der I. Internationale. Am 26. März in den Rat der Kommune gewählt, arbeitete er dort in mehreren Kommissionen mit (ursprünglich Arbeitskommission, ab 9. April Exekutiv-, vom 21. April bis 15. Mai Kriegskommission) und war außerdem ab dem 2. Mai Generaldirektor des Artilleriewesens. Er stimmte gegen die Gültigkeit der Nachwahlen vom 16. April und gegen die Errichtung des Wohlfahrtsausschusses. Nach dem Ende der Kommune konnte er nach London fliehen, während er in Paris in Abwesenheit zum Tode verurteilt wurde. Von 1874 bis 1876 ließ er sich im Elsass nieder und gründete eine mechanische Werkstatt, wurde aber von den deutschen Behörden ausgewiesen. A. ging über La Chaux-de-Fonds nach Genf, wo er bis zur Amnestie 1880 lebte. In dieser ganzen Zeit war er weiterhin politisch aktiv, u. a. 1877/78 für die sozialistische Zeitschrift Le Travailleur (Der Arbeiter). Nach seiner Rückkehr nach Frankreich war er von 1881 bis 1883 dann als Materialprüfer bei den Französischen Staatsbahnen in Montluçon beschäftigt.

### Charles Victor Beslay

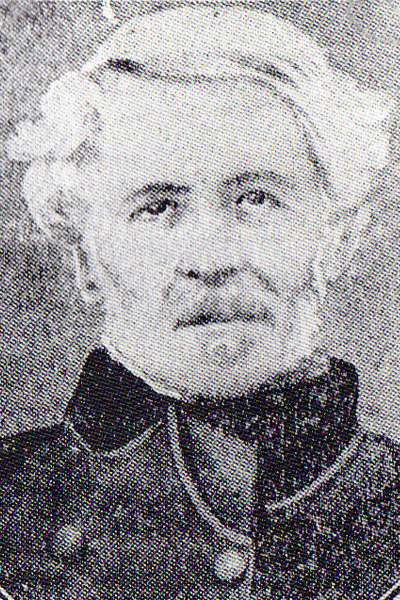
Charles Beslay

Geboren am 5. Juli 1795 in Dinan als Sohn eines Juristen und Abgeordneten, seit 1837 wohnhaft in Paris, gestorben 1878 in Neuenburg in der Schweiz. Wurde Ingenieur und war in den 1820er Jahren aktiver Carbonari. 1831 und 1834 wurde er in das Parlament der Julimonarchie gewählt. In Paris gründete er eine Dampfmaschinenfabrik und übernahm die Ideen seines Freundes Proudhon. Nach der Revolution 1848 wurde er Regierungskommissar im Département Morbihan und in die Konstituierende Versammlung gewählt, aber 1849 nicht mehr in das nachfolgende reguläre Parlament. Eine von ihm während der Zeit Napoleon III. auf der Grundlage Proudhonscher Ideen gegründete Sparkasse ging bankrott. Seit 1866 war er Mitglied der I. Internationalen.
Am 26. März 1871 in den Rat der Kommune gewählt, war er dessen Alterspräsident und arbeitete dort in der Finanzkommission mit. Am 29. März wurde er Delegierter der Kommune bei der Bank von Frankreich. Ende Mai 1871 ließ ihn die Thiers-Regierung bewusst ins Exil entkommen, im Dezember 1872 wurde das Kriegsgerichtsverfahren gegen ihn niedergeschlagen. Im Nachhinein bescheinigte die Bank seiner Amtsführung zwar mangelnde äußere Ordnung, aber inhaltliche Korrektheit.

### Louis-Auguste Blanqui
Geboren 7. Februar 1805 in Puget-Théniers, Département Alpes-Maritimes; gestorben am 1. Januar 1881 in Paris. Rechtsanwalt und Revolutionär. Wirkte bereits an der Julirevolution von 1830 und beim Pariser Juniaufstand von 1848 mit. Kommandant des 169. Bataillons der NAtionalgarde. An der Pariser Kommune nicht direkt beteiligt, wurde aber am 26. März zum Mitglied der Pariser Kommune gewählt. War bereits am 9. März 1871 verhaftet und an einem geheimen Ort gefangen gehalten worden. 1879 begnadigt.

### Louis Alfred Auguste Briosne
Geboren am 1. März 1825 in Paris, gestorben am 18. Juli 1873 in der Pariser Vorstadt Levallois-Perret. Als Hersteller künstlicher Blumen tätig. Während der Belagerung von Paris Kommandeur des 128. Bataillons der Nationalgarde, bezeichnete er sich selbst als antiproudhonistischer Kommunist und war in der Vorbereitung der Kommune sehr aktiv (Mitunterzeichner der Aufrufe und Proklamationen), scheiterte aber trotz Kandidatur in drei Arrondissements bei den Wahlen zum Rat der Kommune am 26. März 1871. Wurde bei der mit verändertem Wahlrecht durchgeführten Nachwahl vom 16. April in den Rat gewählt, erklärte aber am 20. April, dass er die Wahl wegen des veränderten Wahlrechts nicht annehme und wird danach im Journal officiel nicht mehr erwähnt. Welche Rolle er zum Ende der Kommune spielte, ist daher unklar, er wurde jedenfalls bis zu seinem Tode nicht gerichtlich verfolgt.

### Zéphirin Camélinat

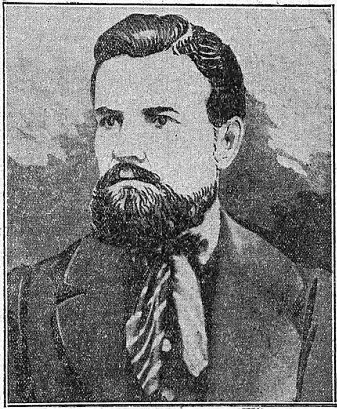
Zéphirin Camélinat 1864

Geboren am 14. September 1840 in Mailly-la-Ville (Département Yonne) als Sohn eines Steinmetzen, seit 1857 in Paris, dort gestorben am 5. März 1932. Kupferschmied, Bronze-Arbeiter und Ziseleur, einer der Anführer des Syndikats der Bronze-Arbeiter von Paris, Freund Proudhons. 1870 kurzzeitig Soldat, während der Belagerung von Paris Fahnenträger des 200. Bataillons der Nationalgarde. Während der Kommune zum Direktor der Pariser Münze ernannt. Konnte nach London fliehen und wurde deshalb in Abwesenheit zur Deportation verurteilt. 1880 Rückkehr nach Frankreich. 1885 bis 1889 sozialistischer Stadtverordneter in Paris, wirkte er aktiv für den Zusammenschluss der verschiedenen sozialistischen Gruppen zur Section française de l’Internationale ouvrière, zeitweilig war er Schatzmeister dieser Partei. 1920 wechselte er zur Kommunistischen Partei, deren erster Präsidentschaftskandidat er 1924 wurde.

### Jean-Baptiste Chardon

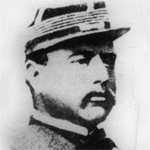
Jean-Baptiste Chardon (1871)

Geboren am 19. Juli 1839 in Souvigny als Sohn eines Schmiedes, gestorben am 24. November 1898 in Vierzon. Seit 1862 im Eisenbahnbau beschäftigt, 1870 wegen seiner revolutionären Ideen entlassen und wegen „Äußerung von Hass auf die Regierung“ verhaftet. Während der Belagerung von Paris Hauptmann des 133. Bataillons der Nationalgarde, mit dem er an der regierungsfeindlichen Demonstration vom 31. Oktober 1870 teilnahm. Im November wurde er als Blanquist Mitglied der I. Internationalen. Am 26. März 1871 in den Rat der Kommune gewählt, wurde er Mitglied der Kriegskommission, am 5. April auf eigenen Wunsch stattdessen der Kommission für allgemeine Sicherheit. Am 16. April wird er mit dem Dienstgrad Oberst als Militärkommandant der Polizeipräfektur sowie als Mitglied des Kriegsgerichtes der Kommune erwähnt. Er stimmte am 1. April für die Errichtung des Wohlfahrtsausschusses. Nach dem Ende der Kommune wurde Chardon in Abwesenheit zum Tode verurteilt, denn er war in die Schweiz geflüchtet. Als Angestellter eines Unternehmens für mechanische Konstruktionen reiste er u. a. nach Ägypten, Kuba und Haiti, wo er sich zeitweise als Gastronom niederließ, bevor er nach Frankreich zurückkehrte.

### Eugène Pierre Amable Chatelain
Geboren am 6. Dezember 1829 und gestorben 1902 in Paris. Graveur, Dichter und Journalist. Barrikadenkämpfer im Juni 1848. Seit 1870 Mitglied der I. Internationalen. Weitere gesicherte Nachrichten liegen nicht vor.

### Louis-Simon Dereure

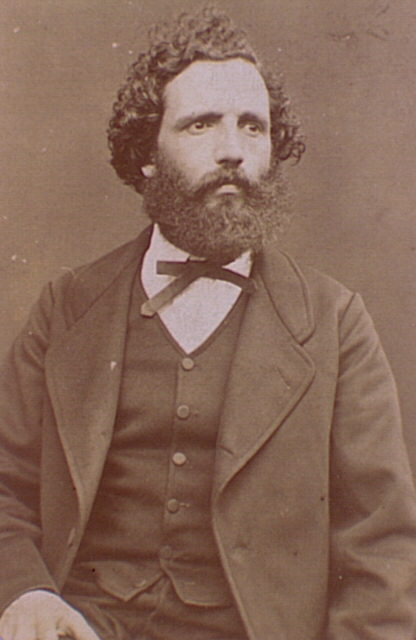
Louis-Simon Dereure

Geboren am 1. Dezember 1838 in Lapalisse als Sohn eines Schuhmachers, seit 1863 in Paris, dort gestorben am 18. Juli 1900. 1869 Teilnahme am Kongress der I. Internationalen in Basel als Syndikalist, 1870 Verurteilung wegen „Angriff auf die Sicherheit des Staates“ zu drei Jahren Gefängnis, aber nach dem Sturz des Kaiserreiches befreit. Teilnehmer der regierungsfeindlichen Demonstrationen vom 31. Oktober 1879 und 22. Januar 1871, zeitweilig stellvertretender Bürgermeister des 18. Arrondissements unter Clemenceau. Am 26. März 1871 in den Rat der Kommune gewählt, hier erst Mitglied der Kommission für den Lebensunterhalt, ab 21. April der Kommission für Justiz. Dereure stimmte für die Gültigkeit der Nachwahlen wie für die Errichtung des Wohlfahrtsausschusses und wurde am 16. Mai Zivilkommissar an der Seite von Jarosław Dąbrowski. Er gehörte zu den Verantwortlichen für die Brandstiftungen am Ende der Kommune. Nach dem Ende der Kommune Flucht über die Schweiz nach New York. 1873 in Abwesenheit zum Tode verurteilt, nach der Amnestie 1880 Rückkehr nach Frankreich, dort mehrfache erfolglose Abgeordneten-Kandidaturen.

### Émile-Victor Duval
Geboren 1840 in Paris, erschossen am 4. April 1871 in Petit-Clamart. Eisengießer, seit 1867 als Blanquist Mitglied der I. Internationalen, im April 1870 Organisator eines erfolgreichen Streiks, aber anschließend zu zwei Monaten Gefängnis verurteilt, aus dem ihn der Sturz des Kaiserreiches befreite. Teilnehmer der regierungsfeindlichen Demonstrationen vom 31. Oktober 1870 und 22. Januar 1871, erfolglose Kandidatur bei der Wahl zur Nationalversammlung am 8. Februar 1871. Nach der Errichtung der Kommune ab 18. März für einige Tage Bürgermeister eines Teiles von Paris links der Seine, am 20. März als Kommandant der Polizeipräfektur genannt, am 26. März Wahl in den Rat der Kommune, dort Mitglied der Militär- und der Exekutivkommission. Am 1. April wurde er zum General der Kommune ernannt und befehligte als solcher zusammen mit anderen den gescheiterten „Spaziergang nach Versailles“. Beim Angriff auf die Redoute von Châtillon wurde er gefangen genommen und anschließend auf Befehl des Generals Vinoy standrechtlich erschossen.

### Théophile Charles Gilles Ferré

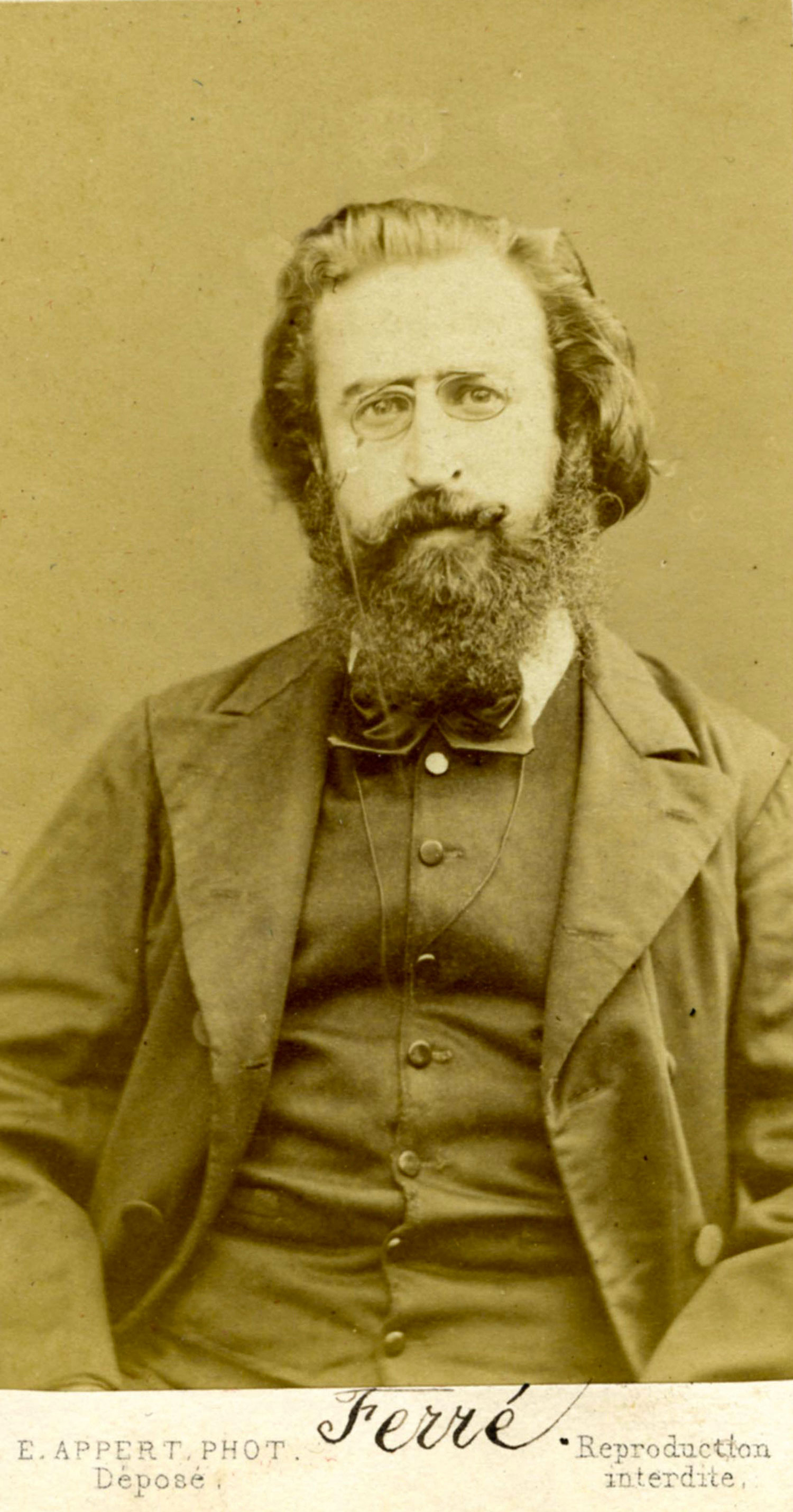
Théophile Ferré

Geboren am 6. Mai 1846 in Paris, erschossen am 28. November 1871 in Versailles. Anwaltsgehilfe und militanter Blanquist, unter Napoleon III. viermal aus politischen Gründen verurteilt. Während der Belagerung Mitglied der Nationalgarde, gehörte er zu denjenigen, die sofort nach dem 18. März 1871 nach Versailles ziehen wollten, um dort Regierung und Nationalversammlung zu sprengen. Am 26. März wurde er in den Rat der Kommune gewählt und Mitglied der Kommission für Allgemeine Sicherheit. Am 24. April trat er kurzzeitig zurück, am 1. Mai wurde er stellvertretender Staatsanwalt der Kommune und am 13. Mai Delegierter für die allgemeine Sicherheit („Polizeiminister“). Ferré stimmte sowohl für die Einsetzung des Wohlfahrtsausschusses wie für die Geiselermordung. Am 2. September wurde er zum Tode verurteilt.

### Gustave Flourens
Geboren am 4. August 1838 in Paris, gestorben am 3. April 1871 in Rueil-Malmaison. War Journalist und Ethnograf. Kam beim „Spaziergang nach Versailles“ ums Leben.

### Léo Frankel
Geboren am 24. Februar 1844 in Altofen-Neustift, Budapest, Kaisertum Österreich, gestorben am 29. März 1896 in Paris. Der sozialdemokratische Journalist wurde beim Aufstand verwundet, konnte aber in die Schweiz entkommen. 1871 ging er nach London und beteiligte sich führend an der Arbeit der Ersten Internationale.

### Charles Victor Jaclard
Geboren 1840 in Metz, seit 1864 in Paris, wo er am 14. April 1903 starb. Wurde als Medizinstudent Blanquist, aber nach Lobreden auf Atheismus, Materialismus und Sozialismus während eines Studentenkongresses in Lüttich sowie seiner Beihilfe zur Flucht Blanquis nach Belgien von der Universität relegiert. 1866 wegen Teilnahme an einer Demonstration zu sechs Monaten Gefängnis verurteilt, anschließend in Genf, wo er 1867 die russische Emigrantin Anna W. Korvin-Kurkovskaya (1843–1887) heiratete und zu den Gründern der Internationalen Allianz der sozialistischen Demokratie zählte, dabei in den internen Auseinandersetzungen zwischen den Anhängern Blanquis und Bakunins eine vermittelnde Position einnehmend. Im September 1870 nach Frankreich zurückgekehrt, war er an der Errichtung der Kommune von Lyon beteiligt, ging aber zweck Koordination mit den Bemühungen zur Errichtung der Pariser Kommune in die Hauptstadt. Hier Kommandeur des 158. Bataillons der Nationalgarde und Teilnehmer der regierungsfeindlichen Demonstration am 31. Oktober 1870. Erfolglose Kandidaturen für die Nationalversammlung am 8. Februar 1871 und (mit vernichtendem Ergebnis: 503 von rund 110.000 abgegebenen Stimmen) am 26. März für den Rat der Kommune. Am 27. April 1861 im Journal officiel als Oberst und Kommandeur der 17. Legion der Nationalgarde erwähnt. Während der Schlusskämpfe der Kommune von den Regierungstruppen gefangen genommen und anschließend zum Tode verurteilt, gelang es ihm, mit Hilfe der Familie nach London zu flüchten, wo das Ehepaar zeitweise im Hause Marx’ wohnte. 1874 gingen beide nach Russland, wo er als Französischlehrer arbeitete, kehrten aber nach der Amnestie 1880 nach Frankreich zurück. Hier arbeitete Jaclard vorwiegend als Journalist für diverse liberale und sozialistische Zeitungen der Richtungen von Georges Clemenceau über Alexandre Millerand bis Blanqui, unterhielt aber auch freundschaftliche Beziehungen zu Georges Boulanger. 1889 gehörte er zu den Gründern der II. Internationalen und 1891 und 1893 zu den Delegierten der Kongresse in Brüssel und Zürich.

### Jules-Paul Johannard

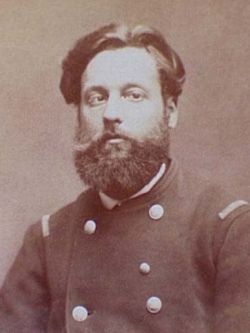
J.-P. Johannard

Geboren am 22. Januar 1843 in Beaune als Sohn eines Leinenhändlers, gestorben in London 1892. 1867 in London Mitglied der I. Internationalen, 1868 in deren Generalrat. 1870 Rückkehr nach Frankreich, dort einer der Anführer der regierungsfeindlichen Demonstration vom 31. Oktober 1870. Trotz Kandidatur am 26. März 1871 nicht in den Rat der Kommune gewählt, gelangte er bei der Nachwahl mit verändertem Wahlrecht am 16. April in dieses Gremium, wo er in der Kommission für Auswärtige Angelegenheiten mitarbeitete und für die Errichtung des Wohlfahrtsausschusses stimmte. Kurzfristig auch Mitglied der Militärkommission, aus der er am 15. Mai 1871 abberufen wurde. Nach dem Ende der Kommune Rückkehr nach London und weitere Mitarbeit in der I. Internationalen, in Frankreich in Abwesenheit zum Tode verurteilt.

### Camille Pierre Langevin
Geboren am 14. Februar 1843 in Bordeaux, gestorben am 30. Mai 1913 in Paris, Metalldreher von Beruf, Proudhonist. Während der Belagerung von Paris Unteroffizier der Nationalgarde, Teilnehmer der regierungsfeindlichen Demonstrationen vom 31. Oktober 1870 und vom 22. Januar 1871. Am 26. März 1871 Wahl in den Rat der Kommune, dort Mitglied der Kommission für Justiz. Stimmte gegen die Gültigkeit der Nachwahlen vom 16. April und gegen die Einsetzung des Wohlfahrtsausschusses, Mitglied mehrerer Untersuchungskommissionen in Fällen militärischen Misserfolgs (Bergeret) und von Befehlsverweigerungen (185. Bataillon). Nach dem Ende der Kommune Emigration nach Großbritannien, später nach Deutschland, in Frankreich in Abwesenheit zum Tode verurteilt. Nach der Amnestie 1880 Rückkehr nach Frankreich, hier als Organisator von Arbeiter-Konsumgenossenschaften hervorgetreten.

### Adolphe Gustave Lefrançois (auchLefrançais)

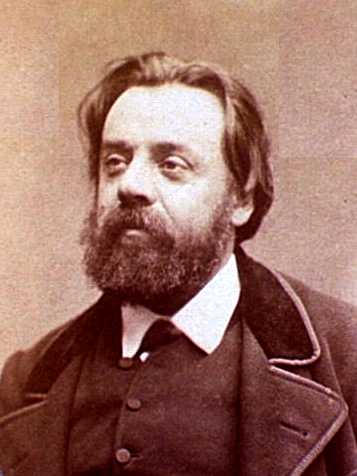
Gustave Lefrançais

Geboren am 30. Januar 1826 in Angers, gestorben am 16. Mai 1901 in Paris. Noch unter dem Julikönigtum Absolvent des Grundschullehrer-Bildungsinstituts in Versailles, jedoch anschließend als Anarchist ohne Anstellung. 1848 Mitglied einer Union sozialistischer Grundschullehrer, u. a. dafür zu drei Monaten Gefängnis und zwei Jahren Hausarrest verurteilt, 1851 mit einem Lehrverbot belegt. Nach dem Staatsstreich Napoleons III. 1852/53 in London, anschließend Teil der Pariser Opposition. Während der Belagerung von Paris Organisator und Teilnehmer der regierungsfeindlichen Demonstration vom 31. Oktober 1870 und anschließend bis Februar 1871 in Haft. Am 26. März in den Rat der Kommune gewählt, war er dort Mitglied der Exekutivkommission, wechselte aber schon am 3. April in die Kommission für Arbeit und am 21. April in die Kommission für Finanzen. Er stimmte gegen die Gültigkeit der Nachwahl vom 16. April und gegen die Einsetzung des Wohlfahrtsausschusses. Nach den Barrikadenkämpfen floh er zurück nach Genf, während er in Paris in Abwesenheit zum Tode verurteilt wurde. Nach der Amnestie 1880 kehrte er zurück und arbeitete in Paris als Buchhalter.

### Charles Longuet
Geboren am 14. Februar 1839 in Caen, Département Calvados, gestorben am 5. August 1903 in Paris. Journalist und Anhänger des Proudhonismus. Floh nach Ende des Aufstands nach England. Heiratete dort Jenny Caroline Marx.

### Benoît Malon

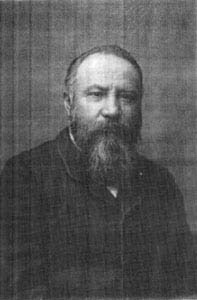
Benoît Malon

Geboren am 23. Juni 1841 in Précieux (Loire) als Sohn armer Bauern, seit 1863 in Paris, gestorben am 13. September 1893 in Asnières-sur-Seine bei Paris. Bereitete sich ursprünglich auf ein Leben als katholischer Priester vor, verzichtete aber auf den Eintritt in ein Priesterseminar und arbeitete einige Zeit bei einer Bank und dann in einer Färberei. 1865/66 kam er in Kontakt mit Z. Catalinat und E. Varlin und wurde als Syndikalist Mitglied der I. Internationalen. Während der Belagerung organisierte er mit Varlin die öffentliche Armenfürsorge in Paris und wurde am 8. Februar 1871 zum Mitglied der Nationalversammlung gewählt, trat aber nach der Ratifizierung des Vorfriedens von Versailles zurück. Am 26. März wurde er in den Rat der Kommune gewählt, wo er in der Kommission für Arbeit wirkte und gegen die Einsetzung des Wohlfahrtsausschusses stimmte. Der Rat der Kommune setzte ihn auch als Bürgermeister des 17. Arrondissements ein, in dem er zum Ende der Kommune an den Barrikadenkämpfen teilnahm. Danach emigrierte er über Lugano nach Turin, Mailand und Palermo, kehrte aber später in die Schweiz zurück, wo er als Schriftsteller und Journalist lebte. Nach der Amnestie kehrte er 1880 nach Frankreich zurück und war als unabhängiger Sozialist, mit Sympathien sowohl für Marx als auch für Bakunin, am Aufbau der französischen Arbeiterbewegung beteiligt. Er hinterließ ein umfangreiches schriftstellerisches Werk, welches sowohl politische Literatur als auch Romane und seine Memoiren umfasst.

### Jean-Baptiste Millière

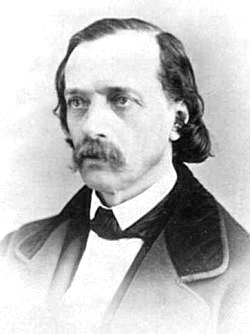
J.-B. Millière

Geboren am 13. Dezember 1817 in Lamarche-sur-Saône in Burgund als Sohn eines Küfers, seit 1850 in Paris, wo er am 26. Mai 1871 standrechtlich erschossen wurde. Seit 1848 Journalist und Sozialist. Nach dem Staatsstreich Napoleons III. zur Verbannung nach Algerien verurteilt, kehrte er nach der Amnestie von 1859 nach Paris zurück, wo für eine Versicherungsgesellschaft tätig war, die ihn aber wegen seiner politischen Ansichten entließ. Während der Belagerung von Paris wurde er Kommandeur des 108. Bataillons der Nationalgarde und nahm an der regierungsfeindlichen Demonstration vom 31. Oktober 1870 teil. Am 8. Februar 1871 wurde er zum Mitglied der Nationalversammlung gewählt, gab er sein Mandat nicht wie die anderen Abgeordneten aus dem Kreis der Kommunarden nach der Ratifikation des Vorfriedens von Versailles Anfang März zurück, sondern beteiligte sich weiterhin an der Arbeit der Nationalversammlung in Versailles. Obwohl er in zwei Arrondissements kandidierte, wurde er am 26. März nicht in den Rat der Kommune gewählt. Arbeitete danach in der Republikanischen Allianz der Departments mit und wird am 16. Mai als Kommandeur der 18. Legion der Nationalgarde erwähnt. Vom 22. Mai datiert der Befehl, der ihn zusammen mit 150 Feuerwerkern zur Brandstiftung an den öffentlichen Gebäuden des linken Seine-Ufers ermächtigte. Am 26. Mai wurde er von den Regierungstruppen gefangen genommen und standrechtlich erschossen.

### Joseph Émile Oudet
Geboren am 19. Februar 1826 in Paris, gestorben 1909 im Städtischen Armenspital des Pariser Vororts Limeil-Brévannes, von Beruf Drechsler. Seit November 1870 stellvertretender Bürgermeister des 19. Arrondissements, wo er auch am 26. März 1871 in den Rat der Kommune gewählt wurde. Er arbeitete in der Kommission für Allgemeine Sicherheit („Polizeiministerium“) mit und stimmte für die Errichtung des Wohlfahrtsausschusses. Während der Barrikadenkämpfe wurde er verwundet, konnte aber nach Großbritannien fliehen, von wo er nach der Amnestie 1880 nach Paris zurückkehrte.

### Jean Louis Pindy
Geboren am 3. Juni 1840 in Brest, gestorben am 24. Juni 1917 in La Chaux-de-Fonds, Schweiz. Konnte sich nach Niederschlagung des Aufstands bei seiner späteren Frau ein Jahr lang verstecken und flüchtete anschließend in die Schweiz.

### Eugène Edine Pottier
Geboren am 4. Oktober 1816 in Paris, gestorben am 6. November 1887 ebenda. Konnte nach Niederschlagung des Aufstands in die USA fliehen und schrieb dort den Text der Hymne der Kommunistischen Bewegung: Die Internationale. Im Jahr 1880 wurde er begnadigt und konnte nach Frankreich zurückkehren.

### Gabriel Ranvier

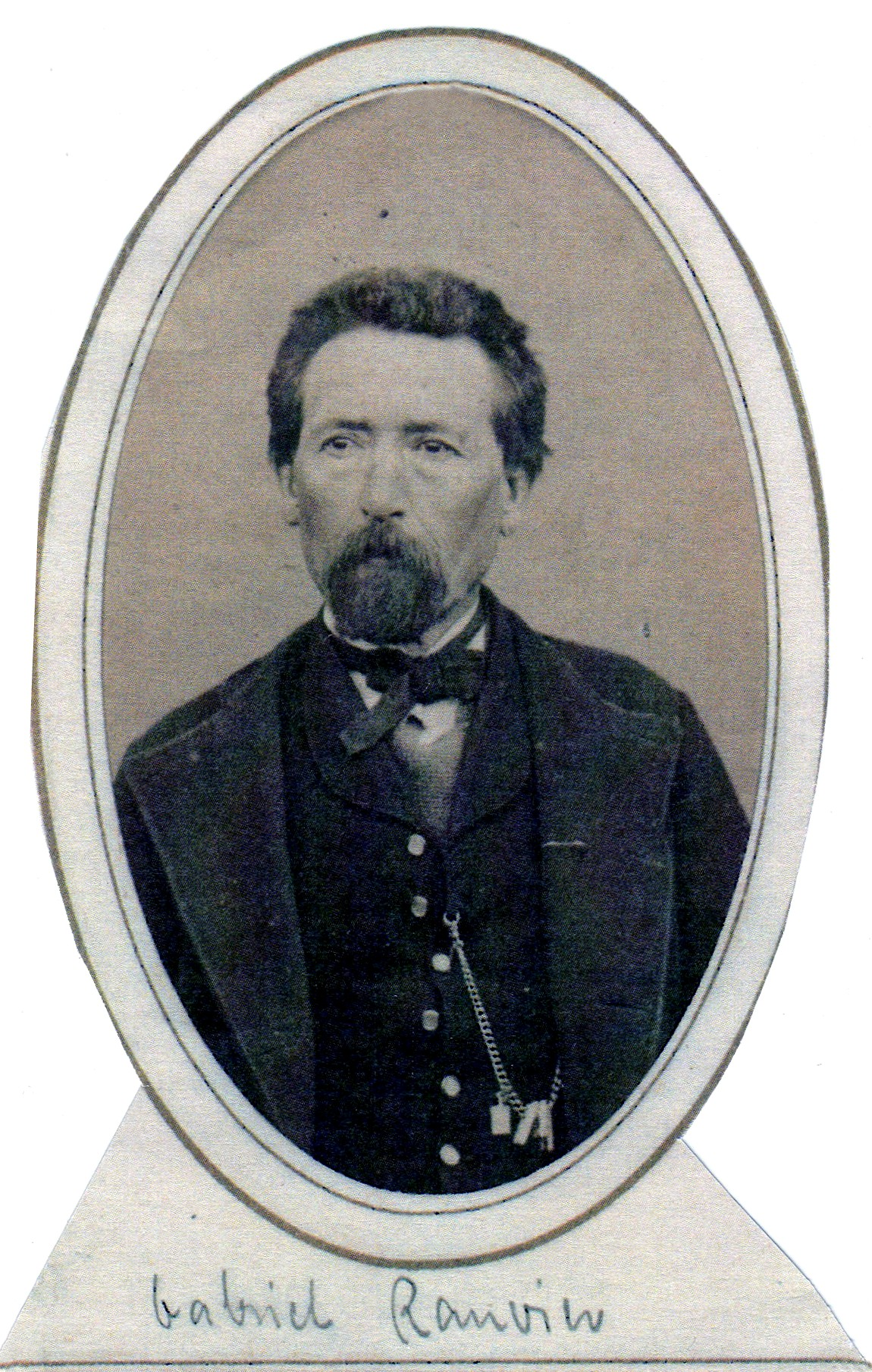
Gabriel Ranvier in London um 1875

Geboren am 8. Juli 1828 in Baugy (Cher) als Sohn eines Schuhmachers, gestorben am 25. November 1879 in Paris-Belleville (Paris). Seit 1847 in Paris, arbeitete er hier als Porzellanmaler und Dekorateur. Seit 1863 war er Freimaurer. Die eigene kleine Werkstatt ging Konkurs, als einer seiner Arbeiter fremde Muster verwendete (Urheberrechtsverletzung). Im Juli 1870 wurde er als Anhänger Blanquis wegen einer Demonstration verhaftet und zu 4 Jahren Gefängnis verurteilt, jedoch nach dem Sturz Napoleon III. freigelassen. Ranvier wurde Kommandeur des 141. Bataillons der Nationalgarde und war zusammen mit Flourens einer der Anführer der regierungsfeindlichen Demonstration vom 31. Oktober. Er agierte zeitweilig als Bürgermeister des 20. Arrondissements, was jedoch wegen seines vorherigen Konkurses von der Regierung nicht akzeptiert wurde. Er kandidierte auch (vergeblich) für die am 8. Februar 1871 gewählte Nationalversammlung. Am 15. März wurde er in das Zentralkomitee gewählt, am 18. März verhinderte er an der Spitze seines Bataillons den Abtransport der Artillerie vom Montmartre. Am 26. März in den Rat der Kommune gewählt, proklamierte er am 28. vom Balkon des Pariser Rathauses aus die Herrschaft der Pariser Kommune. Als Mitglied der Kriegskommission des Rates gehörte er zu den Anführern des gescheiterten „Spazierganges nach Versailles“ vom 3. April. Am 1. Mai wurde er mit 27 (von 37) Stimmen zum Mitglied des Wohlfahrtsausschusses gewählt, für dessen Errichtung er genau so gestimmt hatte wie für die Gültigkeit der Nachwahlen vom 16. April. Während der Endkämpfe der Kommune im Mai wurde R. als „Seele des Kampfes“ (Lissagaray) beschrieben. Er konnte nach London fliehen, wo er wieder als Porzellanmaler arbeitete und nebenher im Generalrat der I. Internationalen wirkte. In Abwesenheit zum Tode verurteilt, wurde er 1879 amnestiert und konnte kurz vor seinem Tod nach Paris zurückkehren.

### Angel-Eugène Razoua

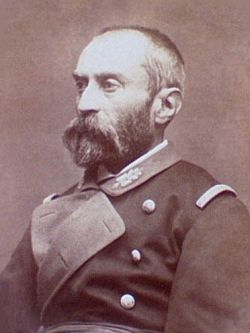
A.-E. Razoua

Geboren am 16. Juli 1830 in Beaumont-de-Lomagne (Département Tarn-et-Garonne), gestorben am 29. Juni 1879 in Genf. Begann eine Militärkarriere, wurde aber 1868 Journalist. Am 8. Februar 1871 wurde er im Département Seine in die Nationalversammlung gewählt, wo er sich zur extremen Linken hielt. Während der Pariser Kommune agierte er als Chef der Militärschule und Mitglied des Kriegsgerichts. Im Journal officiel wird sein Dienstgrad am 16. April 1871 mit Oberst angegeben, am 12. Mai nur noch mit Oberstleutnant. Nach dem Ende der Kommune emigrierte er und starb vor Erlass der Amnestie 1880.

### Dominique Théophile Régère (auchRégère de Montmore)

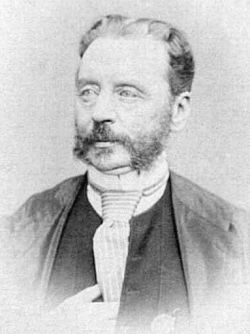
Dominique Régère

Geboren am 15. April 1816 in Bordeaux, gestorben am 4. November 1893 in Paris, war wie sein Vater Tierarzt. 1848 Gründer einer sozialistischen Zeitschrift, von 1852 bis 1855 im Exil, danach Niederlassung in La Brède bei Bordeaux. Seit Juni 1870 in Paris, wurde er hier Mitglied der I. Internationalen und während der Belagerung Hauptmann im 248. Bataillon der Nationalgarde (im Frühjahr 1871 nahm erst Charles Longuet diese Stelle ein, danach Régères Sohn Henri). Am 26. März 1871 wurde er in den Rat der Kommune gewählt und arbeitete hier in der Kommission für Finanzen mit, schied jedoch am 5. April aus dieser Kommission auf eigenen Wunsch aus um sich auf seine Tätigkeit als eingesetzter Bürgermeister des 5. Arrondissements zu konzentrieren. Er stimmte für die Gültigkeit der Nachwahlen und für die Einsetzung des Wohlfahrtsausschusses.
Nach dem Ende der Kommune wurde er im Juli verhaftet und im September 1871 von einem Kriegsgericht zu Festungshaft auf Neukaledonien verurteilt, ebenso wie sein Sohn Henri, gegen den das Urteil jedoch in Abwesenheit erging. Nach der Amnestie wurde er 1880 entlassen und kehrte nach Paris zurück.

### Raoul Adolphe Georges Rigault

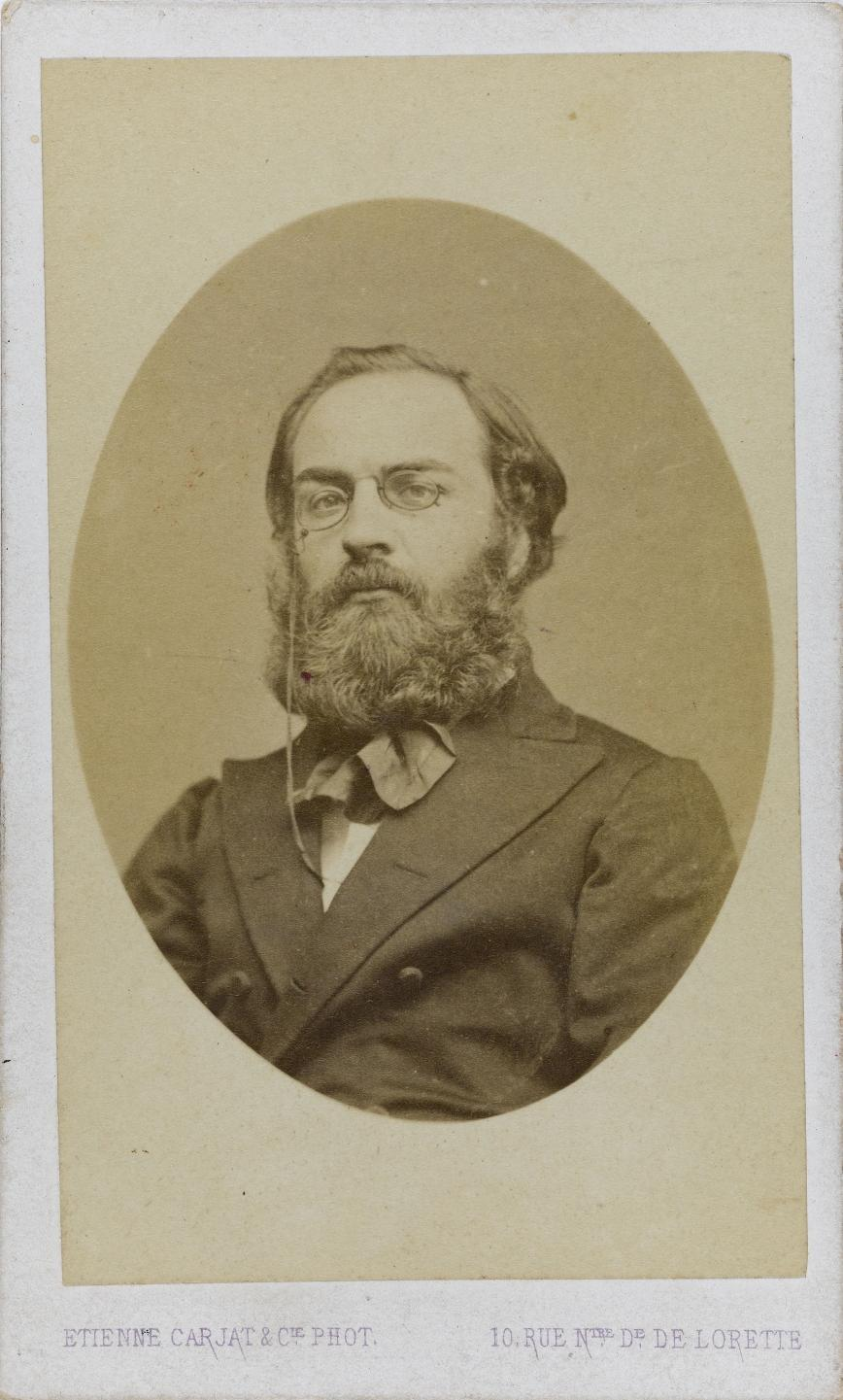
Raoul Rigault

Geboren am 16. Januar 1846 in Paris als Sohn eines Beamten, erschossen am 24. Mai 1871 ebendort. Kam 1865 als Kunst- und Literaturstudent in Kontakt mit Blanquisten und versuchte, eine Verbindung zwischen Arbeitern und Studenten herzustellen. Seit dieser Zeit auch Mitarbeit an zahlreichen republikanischen Zeitungen, unterbrochen von mehreren Verhaftungen. Nach dem Sturz Napoleons III. zum „politischen Kommissar“ der Pariser Polizeipräfektur ernannt, nahm er an den regierungsfeindlichen Demonstrationen vom 31. Oktober 1870 und 22. Januar 1871 teil. Am 26. März wurde er in den Rat der Kommune gewählt, wo er der Kommission für allgemeine Sicherheit vorsaß und bis zum 26. April gleichzeitig als Polizeipräfekt amtierte, während er danach als Staatsanwalt der Kommune (procureur de la Commune) fungierte. Er war wesentlich für die Installation des politischen Terrors verantwortlich und starb während der Barrikadenkämpfe.

### Auguste Daniel Serraillier (auchSerailler)
Geboren am 27. Juli 1840 in Draguignan, Todesjahr und -ort unbekannt, Schuhmacher wie sein Vater. In den 1860er Jahren zeitweise in Großbritannien, dort Mitglied der I. Internationalen, seit 1869 auch von deren Generalrat. Zwischen September 1870 und Februar 1871 im Auftrag der Internationalen zwecks Organisation einer Sektion in Paris, danach nochmals bis März in London. Am 16. April bei den Nachwahlen in den Rat der Kommune gewählt, wo er in der Kommission für Arbeit wirkte. Nach dem Ende der Kommune wieder in Großbritannien und bis 1874 in der dortigen Arbeiterbewegung nachweisbar, während er in Frankreich in Abwesenheit zum Tode verurteilt wurde.

### Albert-Frédéric-Jules Theisz (auchTheiß,ThéezundTheiss)

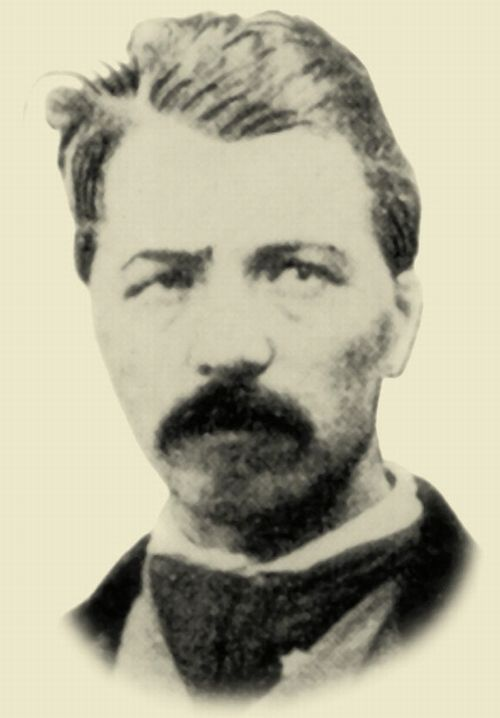
Albert Theisz

Geboren 1839 an unbekanntem Ort in Ungarn, gestorben am 10. Januar 1881 in Paris. Graveur mit eigener Werkstatt, seit 1865 als Proudhonist Mitglied der I. Internationalen, 1871 Mitglied und Schatzmeister deren Generalrates. Für die Wahlen am 8. Februar 1871 kandidierte er erfolglos für die Nationalversammlung. Am 25. März provisorisch zum Postdirektor ernannt (seit 4. April als Generaldirektor bezeichnet), wurde er am 26. März in den Rat der Kommune gewählt, wo er der Kommission für Arbeit angehörte, später auch in der Kommission für Finanzen mitarbeitete. Er stimmte gegen das veränderte Wahlrecht für die Nachwahlen und auch gegen die Errichtung des Wohlfahrtsausschusses. Nach dem Ende der Kommune konnte er sich bei einem Arbeitskollegen verstecken, bis ihm Ende Juli die Flucht nach London gelang. 1874 in Frankreich in Abwesenheit zum Tode verurteilt, kehrte er nach der Amnestie 1880 nach Paris zurück.

### Edme Louis Gustave Tridon (auchEdme-Marie-Gustave)
Geboren am 1. Januar 1841 in Châtillon-sur-Seine in einer sehr wohlhabenden Familie, gestorben am 1. August 1871 in Brüssel. Begann in Paris Jura zu studieren, wo er Blanqui begegnete; begann für verschiedene republikanische Zeitungen zu schreiben und wurde 1866 das erste Mal verhaftet. Im September jenes Jahres vertrat er Blanqui auf dem Kongress der I. Internationalen, wurde bei seiner Rückkehr verhaftet und zu 5 Monaten Gefängnis verurteilt. Dank seines Herkommens war er auch in der Lage, Zeitungen seiner politischen Freunde zu finanzieren wie z. B. Blanquis La patrie en danger.
Am 8. Februar 1871 wurde er in seiner Heimatregion zum Abgeordneten der Nationalversammlung gewählt, gab sein Mandat aber sofort nach der von ihm abgelehnten Ratifikation des Vorfriedens am 26. Februar zurück. Am 26. März wurde er in den Rat der Kommune gewählt, wo er zunächst der Exekutivkommission angehörte, vom 21. April bis 15. Mai dann der Kriegskommission. Er stimmt gegen die Errichtung des Wohlfahrtsausschusses. Nach dem Ende der Kommune entkam er nach Brüssel, wo er kurz darauf starb.

### Alexis Louis Trinquet

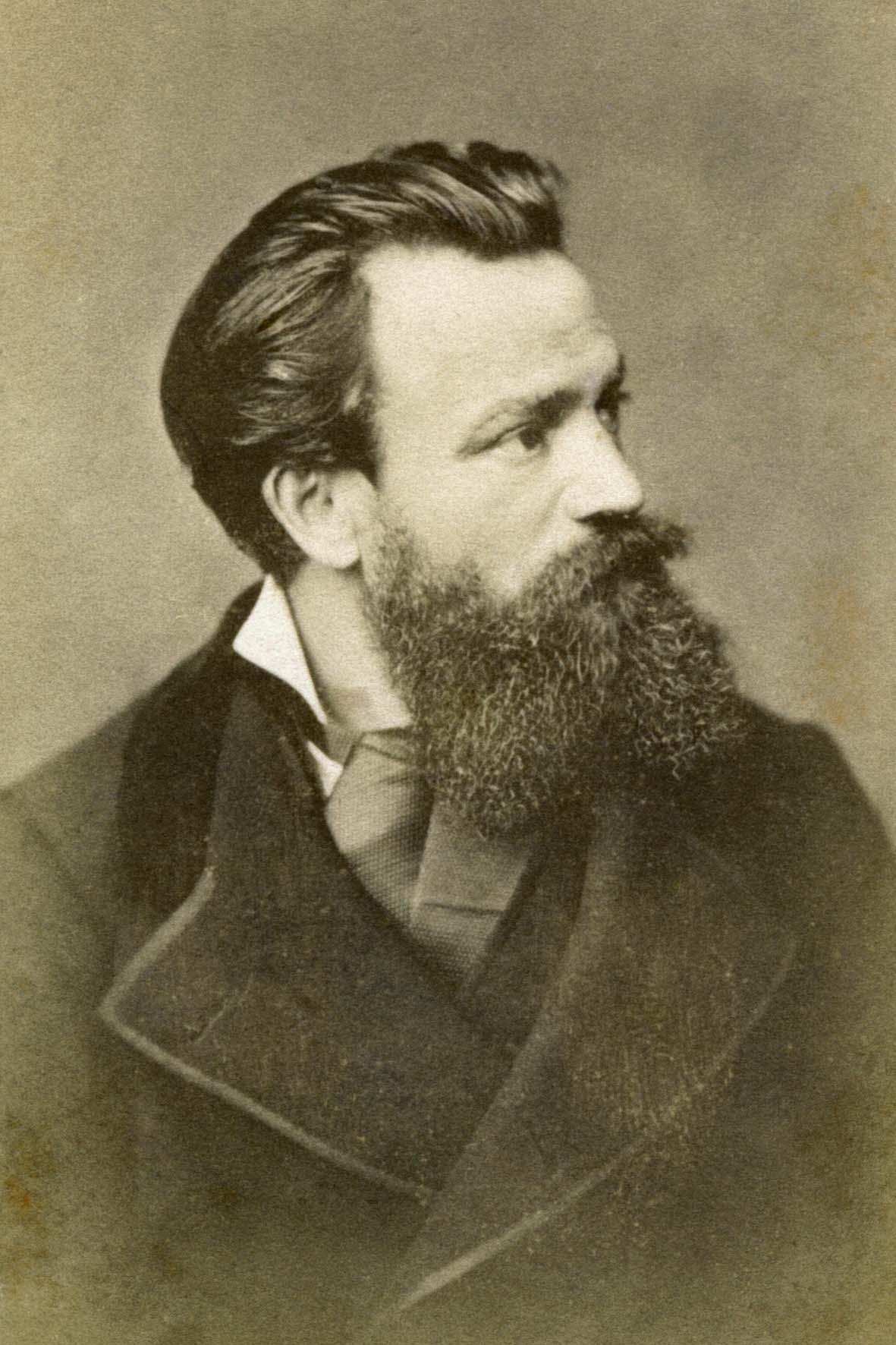
Alexis Louis Trinquet

Geboren am 5. August 1835 in Valenciennes (Nord), seit 1850 in Paris, gestorben am 11. April 1882 in Paris. Arbeitete als Schumacher, wurde im März 1870 zu sechs Monaten Gefängnis wegen bewaffneten Aufruhrs verurteilt. Während der Belagerung Mitglied der Nationalgarde und seit der Nachwahl vom 16. April Mitglied des Rates der Kommune, dort in der Kommission für allgemeine Sicherheit (Polizei) aktiv. Trinquet stimmte für die Einsetzung des Wohlfahrtsausschusses. Während der letzten Tage der Kommune Barrikadenkämpfer in Belleville. Vom Kriegsgericht zu lebenslanger Zwangsarbeit verurteilt, wurde er nach Neukaledonien deportiert. 1880, noch im Gefängnis, wurde Trinquet in den Stadtrat von Paris gewählt. Im selben Jahr konnte er nach der Amnestie zurückkehren, wo er seine letzten Lebensjahre als Inspektor bei der Präfektur des Départements Seine verbrachte.

### Édouard Vaillant
Geboren am 26. Januar 1840 in Vierzon, gestorben am 18. Dezember 1915 in Saint-Mandé. Doktor der Naturwissenschaften und Anhänger der Ideen des Blanquismus. Floh Ende Mai 1971 ins britische Exil. 1872 wurde er von der französischen Justiz als Beteiligter der Commune in Abwesenheit zum Tode verurteilt. Er kehrte erst nach der Generalamnestie von 1880 wieder nach Frankreich zurück.

### Jules Vallès
Geboren am 11. Juni 1832 in Puy-en-Velay, Département Haute-Loire, gestorben am 14. Februar 1885 in Paris. Journalist. Floh Ende Mai 1871 ins englische Exil. 1872 wurde er von der französischen Justiz als Beteiligter der Commune in Abwesenheit zum Tode verurteilt. Er kehrte erst nach der Generalamnestie von 1880 wieder nach Frankreich zurück.

### Eugène Varlin

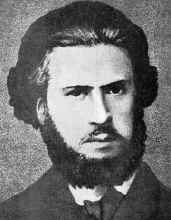
Eugène Varlin

Geboren am 5. Oktober 1839 in Claye-Souilly als Bauernsohn, erschossen am 28. Mai 1871 in Paris. Lernte Maler und arbeitete als Buchbinder, seit 1865 Mitglied der I. Internationalen und auf deren Kongress in Genf 1866 einer der wenigen Delegierten, die das Recht auf Arbeit auch für Frauen forderten. 1868–1870 verbüßte er mehrere kurze Haftstrafen als Organisator verschiedener Streiks. Seit September 1870 war er Mitglied des Zentralkomitees, während der Belagerung wurde er Kommandeur des 193. Bataillons der Nationalgarde. Am 8. Februar kandidierte er erfolglos für die Nationalversammlung, am 26. März wurde er in den Rat der Kommune gewählt, wo er Mitglied der Kommission für Finanzen wurde. Am 1. Mai stimmte er gegen die Errichtung des Wohlfahrtsausschusses. An den Endkämpfen der Kommune beteiligte er sich im Viertel Belleville.

## Mitglieder des Zentralkomitees des Republikanischen Bundes der Nationalgarde
Dieses Zentralkomitee entstand aus dem vorigen während einer Versammlung der Nationalgarde am 3. März 1871 durch Umbenennung, d. h. im Grundsatz mit den gleichen Mitgliedern. Da jedoch Personalveränderungen, z. B. durch Rücktritt und Kooptation, nicht ausgeschlossen werden können, werden die Personen, für die eine Mitgliedschaft erst nach dem 3. März nachgewiesen ist, nur hier aufgeführt. Damit wird nicht ausgeschlossen, dass sie auch schon dem Vorgänger-Zentralkomitee angehörten.
Anders als der Name vermuten lassen könnte, vertrat auch dieses Zentralkomitee keineswegs die Bevölkerung oder wenigstens die Nationalgarden ganz Frankreichs, noch nicht einmal die komplette Nationalgarde von Paris, sondern lediglich deren größeren Teil: Auswärtige Vertreter gab es gar nicht und aus Paris fehlten die Vertreter von 45 der 60 alten, schon vor dem Herbst 1870 bestehenden Bataillone (aus dem 1., 2., 7., 8., 9. und 16. Arrondissement), während die rund 200 neugebildeten Bataillone bei der Versammlung vertreten waren. Trotz dieser mangelnden Legitimation beanspruchte das Komitee, Entscheidungen für ganz Frankreich zu treffen, z. B. am 10. März die Abschaffung der französischen Armee. Dies war eine bewusste Missachtung der unzweifelhaften Kompetenzen der am 8. Februar gewählten Nationalversammlung.

### Adolphe Assy (auchAssi)

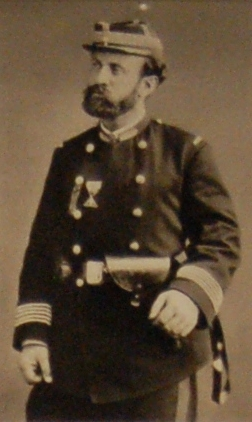
Adolphe Assi

Geboren am 28. April 1841 in Roubaix als Kind italienischer Einwanderer, gestorben am 8. Februar 1886 in Nouméa (Neukaledonien). Zunächst Mechaniker, meldete er sich freiwillig zur Armee. Von dort desertierte er nach zwei Jahren um in Giuseppe Garibaldis Freischar für die Vereinigung Italiens zu kämpfen. Nach Paris zurückgekehrt, arbeitete Assy bei Creusot (1868) und Schneider (1870). Während der Belagerung von Paris Leutnant der Nationalgarde, am 17. März 1871 zum Bataillonskommandeur gewählt und am 19. März zum Oberst ernannt. Agierte einige Tage als Gouverneur des Rathauses, wurde am 26. März in den Rat der Kommune gewählt, aber am 1. April verhaftet. Freigelassen am 15. April, wurde er Delegierter für die Kriegsproduktion (Rüstungsminister) der Kommune. Am 21. Mai wurde er beim Einmarsch der Regierungstruppen verhaftet und vom Kriegsgericht zur Deportation in die damalige französische Kolonie Neukaledonien verurteilt.

### Jules-Nicolas-André Babick
Geboren am 29. Juni 1820 in Polen (Geburtsort und Zeit der Übersiedlung nach Frankreich unbekannt), gestorben am 14. Juni 1902 in Genf. Arbeitete als Parfümeur und Chemiker. Seit Jahresanfang 1871 Mitglied der I. Internationalen. Am 26. März 1871 in den Rat der Kommune gewählt, Mitglied der Kommission für Justiz. Floh nach dem Ende der Kommune nach Genf, wo er von Gelegenheitsarbeiten lebte, zeitweise Mitglied der anarchistischen Jura-Föderation war, eine religion fusionienne gründete und einen „gesunden Schnaps“ (acquavite salutaria) erfand.

### Louis Barroud
Persönliche Daten unbekannt. War in der Vorbereitung der Kommune sehr aktiv (Mitunterzeichner aller Aufrufe und Proklamationen), wurde aber am 26. März 1871 mit einem vernichtenden Ergebnis nicht in den Rat der Kommune gewählt (93 Stimmen von 11.328 Wählern mit je 4 Stimmen) und wird danach nicht mehr erwähnt.

### Jules-Henri-Marie Bergeret

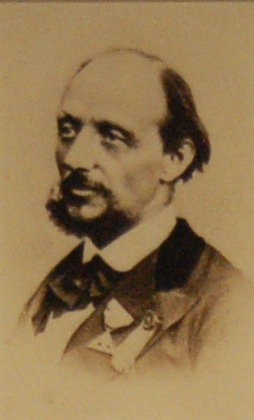
J.-H.-M. Bergeret

Geboren 1830 in Gap (?), gestorben 1905 in New York. Von 1850 bis 1864 Berufssoldat, zuletzt Voltigeur-Unteroffizier, später Typograph und Korrektor im Druckereigewerbe. Während der Belagerung von Paris erst Kommandeur eines Bataillons, später der 17. Legion der Nationalgarde und Mitglied des Zentralkomitees. Am 26. März 1871 in den Rat der Kommune gewählt, Mitglied der Kriegs- und der Exekutivkommission. Am 2. April zum Stadtkommandanten ernannt, war Bergeret einer der Anführer des „Spazierganges nach Versailles“ am 3. April und wurde wegen dessen Scheiterns am 8. April abgesetzt und verhaftet. Am 20. April freigelassen und wieder Mitglied der Kriegskommission, war er einer der Brandstifter am Palais des Tuileries zum Ende der Kommune. Konnte nach London fliehen und wurde daher in Abwesenheit zum Tode verurteilt. Seine letzten Lebensjahre verbrachte er in New York.

### Alfred-Édouard Billioray

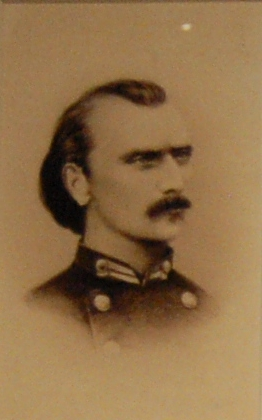
A.-É. Billioray

Geboren am 1. Mai 1841 in Neapel, gestorben am 27. Februar 1877 auf Neukaledonien. Kunstmaler, jedoch vom damals tonangebenden Salon de Paris zurückgewiesen. Während der Belagerung von Paris Mitglied der Nationalgarde, am 26. März in den Rat der Kommune gewählt, dort Mitglied der Kommission für den Öffentlichen Dienst. Stimmte für die Einsetzung des Wohlfahrtsausschusses und wurde am 11. Mai anstelle von Delescluze dessen Mitglied. Billioray gehört zu den Verantwortlichen für die Brandstiftungen zum Ende der Kommune. Nach dem Sturz der Kommune zur Deportation verurteilt, blieb er aus Krankheitsgründen vorerst in Frankreich inhaftiert. Schließlich doch deportiert, starb er kurz nach der Ankunft auf Neukaledonien.

### Clovis Dupont

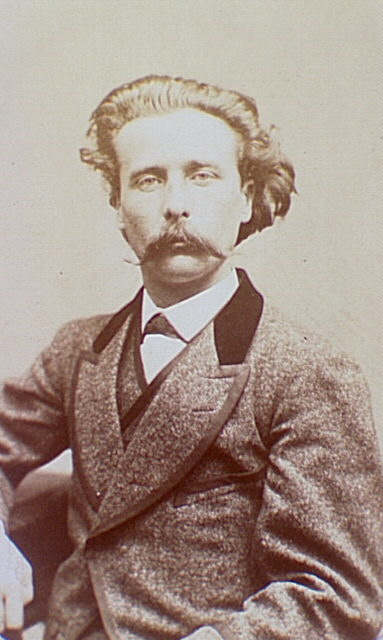
Clovis Dupont

Geboren am 23. Februar 1830 in dem Dorf Neuve-Maison in der Picardie als Sohn eines Sägewerksbesitzers, gestorben 1902 in der Pariser Vorstadt Issy-les-Moulineaux (nicht zu verwechseln mit Eugène Dupont, der als Mitglied der I. Internationalen ebenfalls während der Pariser Kommune aktiv war). Von Beruf Korbflechter im Pariser Vorort Saint-Cloud, gelangte er erst während der Belagerung nach Paris und wurde am 10. März in das Zentralkomitee und am 26. März in den Rat der Kommune gewählt, wo er in der Kommission für Arbeit mitwirkte und für die Errichtung des Wohlfahrtsausschusses stimmte. Nach dem Ende der Kommune zu 20 Jahren Zwangsarbeit in Neukaledonien verurteilt, kehrte er nach der Amnestie 1880 nach Frankreich zurück.

### Fabre
Vorname und Lebensdaten unbekannt. Mitunterzeichner aller Aufrufe des Zentralkomitees, am 18. Mai 1871 Mitglied der Medizinischen Kommission der Nationalgarde, nach dem 19. Mai nicht mehr erwähnt.

### Paul Ferrat
Lebensdaten unbekannt. Kandidierte am 26. März 1871 erfolglos für den Rat der Kommune, nach dem 9. April nicht mehr erwähnt.

### Jean-Baptiste-Hubert Geresme
Geboren am 26. Januar 1828 in dem Dorf Damery in der Champagne, gestorben am 19. August 1890 in Paris. Von Beruf Möbeltischler, wurde er am 15. März 1871 vom 200. Bataillon der Nationalgarde in das Zentralkomitee entsandt. Am 26. März wurde er in den Rat der Kommune gewählt, wo er der Justizkommission angehörte und gegen die Gültigkeit der Nachwahlen, aber für die Einsetzung des Wohlfahrtsausschusses stimmte. Nach dem Ende der Kommune zu lebenslanger Zwangsarbeit verurteilt, kehrte er nach der Amnestie 1880 nach Paris zurück, wo er in seinem alten Beruf arbeitete.

### Charles Gouhier
Lebensdaten unbekannt. Mitunterzeichner aller Aufrufe, nach dem 19. Mai 1871 nicht mehr erwähnt.

### Jean Groslard
Lebensdaten unbekannt, Sägewerksarbeiter. Als Kommandeur des 200. Bataillons der Nationalgarde zwischenzeitlich Mitglied des Zentralkomitees, jedoch ohne Erwähnung im Journal officiel der Kommune.

### François Jourde

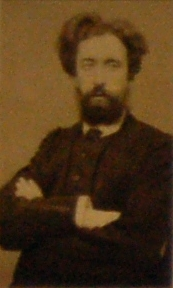
François Jourde

Geboren am 4. Juli 1843 in dem Weiler Chassagne (Puy-de-Dôme), gestorben am 20. März 1893 in Nizza. Zuerst Angestellter eines Notars, dann Buchhalter bei einer Bank, arbeitete er schließlich bei der städtischen Tiefbauverwaltung in Paris. Mitglied des Zentralkomitees für das 160. Bataillon der Nationalgarde, wurde er am 26. März in den Rat der Kommune gewählt, wo er (zusammen mit Varlin) einer von zwei Delegierten für die Finanzen („Finanzminister“) wurde. Seine Amtsführung wurde sehr unterschiedlich beurteilt. Nach dem Ende der Kommune wurde er im September 1871 zur Deportation nach Neukaledonien verurteilt, wo er im November 1872 ankam. Dank guter Führung erlaubte man ihm, als Buchhalter zu arbeiten, was er im März 1874 zur Flucht nach Großbritannien nutzte. Nach der Amnestie kehrte er 1880 nach Frankreich zurück und arbeitete wieder als Buchhalter.

### Édouard Moreau de Beauvière

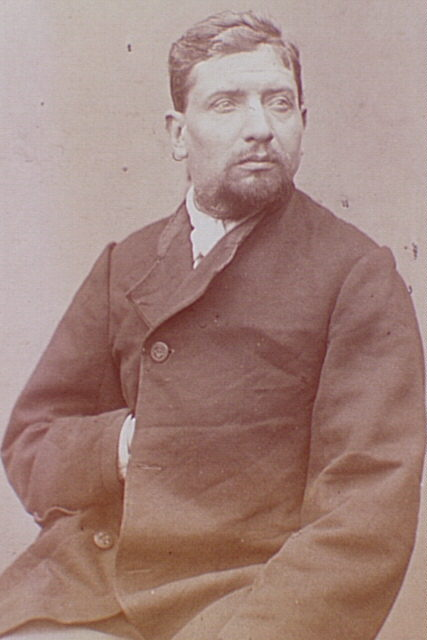
É. Moreau

Geboren am 16. Juni 1838, erschossen am 25. Mai 1871 in Paris (nicht zu verwechseln mit Armand Moreau, zeitweilig Generalsekretär der Sanitätsinspektion und Richter am Kriegsgericht der Kommune). Seit ca. 1860 Mitarbeit an verschiedenen Zeitschriften, auch Autor eines Theaterstücks und Koautor eines Romans. Erste oppositionelle Aktivitäten 1867, von 1868 bis 1870 als Direktor einer Kunstblumenfabrik in London; bei Kriegsausbruch kehrte er nach Frankreich zurück. Während der Belagerung wurde er Mitglied des 163. Bataillons der Nationalgarde und am 15. März 1871 Mitglied des Zentralkomitees. Er kandidierte nicht für den Rat der Kommune, wurde aber am 7. Mai vom Wohlfahrtsausschuss zum Zivilkommissar beim Delegierten für den Krieg („Kriegsminister“) ernannt und war in dieser Position ab 16. Mai für die Intendanz (Versorgung der Truppe mit Lebensmitteln u. ä.) zuständig.

### Henri Joseph Mortier
Geboren 1843 und gestorben 1894 in Paris, von Beruf Drechsler. Als Blanquist Mitglied der I. Internationalen, während der Belagerung von Paris Kommandeur des 191. Bataillons der Nationalgarde und Mitglied des Zentralkomitees. Am 26. März 1871 in den Rat der Kommune gewählt, dort erst Mitglied der Kommission für den Öffentlichen Dienst und ab 3. Mai der Kommission für allgemeine Sicherheit. An den Abstimmungen zur Einsetzung des Wohlfahrtsausschusses am 1. April nahm er nicht teil. Nach dem Ende der Kommune emigrierte er nach London, während er in Frankreich in Abwesenheit zum Tode verurteilt wurde.

### Pougeret
Lebensdaten unbekannt. Mitunterzeichner der Aufrufe des Zentralkomitees am 19. März 1871, letztmalig im Journal officiel am 25. März erwähnt, ebenfalls nur als Komiteemitglied.

## Mitglieder des Rates dercommune de Paris
Dieses Gremium wurde am 26. März 1871 in allgemeinen Wahlen im Stadtgebiet von Paris gewählt. Ihm gehörten sowohl Mitglieder der Zentralkomitees als auch andere, dort nicht aktive Personen an. 15 der insgesamt 86 Gewählten (aus dem 1., 2., 9., und 16. Arrondissement) nahmen die Wahl aus politischen Gründen nicht an, sie waren Anhänger der Regierung Thiers. Weitere sechs Gewählte nahmen die Wahl aus unterschiedlichen Gründen nicht an. Zu den in den Rat der Kommune gewählten Mitgliedern der vorerwähnten Zentralkomitees gehörten (in alphabetischer Reihenfolge) u. a.: Assy, d'Avrial, Babick, Bergeret, Beslay, Billioray, Chardon, Dupont, Duval, Dereure, Ferré, Flourens, Frankel, Geresme, Jaclard, Johannard, Langevin, Lefrançois, Longuet, Malon, Millière, Oudet, Pindy, Ranvier, Régère, Rigault, Seraillier, Theisz, Tridon, Trinquet, Vaillant und Vallès. Außerdem gehörten ihm u. a. folgende Personen an:

### Paul Antoine Brunel (auchPaul Magloire Antoine Brunelle)

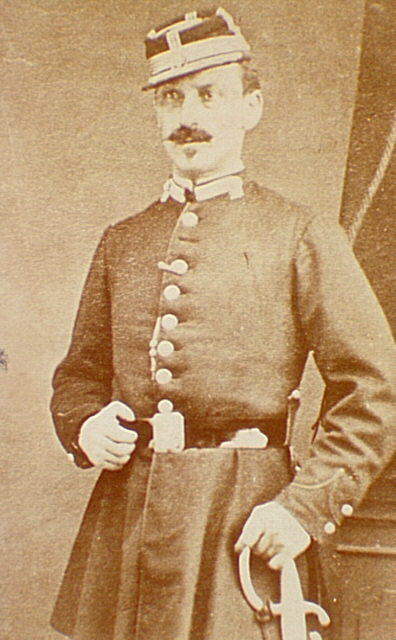
P. A. Brunel

Geboren 12. März 1830 in Chalmoux (Saône-et-Loire), gestorben 1904 in Großbritannien. Berufssoldat bis 1864, zuletzt Unterleutnant im 4. Chasseurregiment. Während der Belagerung von Paris reaktiviert, zum Oberst und Kommandeur des 36. Marschregiments ernannt. Als Anhänger Blanquis Teilnehmer der regierungsfeindlichen Demonstration vom 31. Oktober 1870. Versuchte nach dem Waffenstillstand vom 26. Januar 1871 die Forts im Osten der Stadt zu besetzen, wurde verhaftet und zu Gefängnis verurteilt, aber am 27. Februar von der Nationalgarde befreit. Am 24. März zum General der Kommune (Oberbefehlshaber) ernannt, daher nach dem Fall des Forts Issy im Zentrum der Kritik. Während der Endkämpfe der Kommune schwer verwundet, floh Brunel nach Großbritannien, wo er Lehrer an der Marineschule von Dartmouth wurde.

### Gustave Paul Cluseret
Geboren 13. Juni 1823 in Paris, gestorben 21. August 1900 bei Toulon. Soldat. Während des Amerikanischen Bürgerkriegs ging er zur Armee der Nordstaaten und wurde dort 1862 Brigadegeneral. Erst in Lyon, dann ab
Januar 1871 in Paris. Floh nach Mexiko. Das Kriegsgericht in Versailles verurteilte ihn im Herbst 1872 in Abwesenheit zum Tode. Kehrte 1880 nach Paris zurück.

### Louis Charles Delescluze
Geboren 20. Oktober 1809 in Dreux, Département Eure-et-Loir, gestorben 25. Mai 1871 in Paris. Journalist und Revolutionär. Nach dem 9. Mai Präsident des Wohlfahrtsausschusses der Kommune. Später auch Leiter der Kriegskommission. Kam am 25. Mai 1871 auf einer Barrikade in der Rue d’Angoulême um.

### Jarosław Dąbrowski

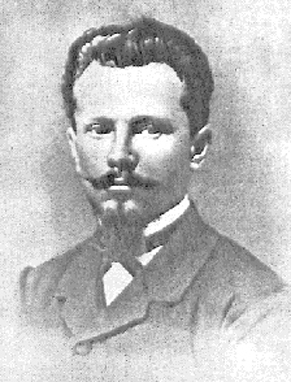
Jarosław Dąbrowski

Geboren 13. November 1836 in Żytomierz, gestorben 23. Mai 1871 in Paris. Polnischer revolutionärer Demokrat, Führer der „Roten“ im Januaraufstand von 1863 in Polen und im Mai 1871 Oberbefehlshaber der Pariser Kommune. Er fiel beim Barrikadenkampf am Montmartre in Paris.

### Félix Pyat (auchPiat)

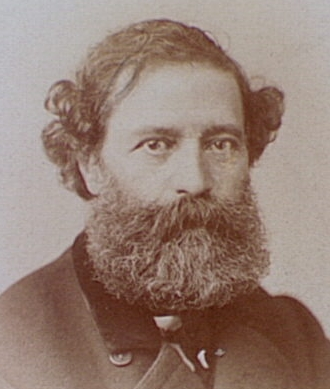
Félix Pyat 1871

Geboren am 4. Oktober 1810 in Vierzon als Sohn eines royalistischen Rechtsanwaltes, gestorben am 3. August 1889 in Saint-Gratien (Val-d’Oise) bei Paris. Tätig als Rechtsanwalt, Journalist und Theaterdichter, seit 1848 revolutionär aktiv, 1848 und 1849 ins Parlament gewählt, aber nach dem Putschversuch vom 13. Juni 1849 im Exil in der Schweiz, später in Brüssel und schließlich in London, erbte vom Vater ein Millionenvermögen. 1854 Mitglied der I. Internationalen, seit 1869 wieder in Frankreich. Im Januar 1870 Aufruf zur Revolution und anschließend wieder in London, während er in Frankreich in Abwesenheit vom Obersten Gericht zu fünf Jahren Gefängnis verurteilt wurde. Außer diesem Urteil wurde er zwischen 1849 und 1870 in verschiedenen Prozessen zu insgesamt 212.000 Franc Geldstrafe, einmal zur Deportation und zu 29 Jahren und 5 Monaten Gefängnis verurteilt, denen er durch das Exil immer wieder entging. Nach dem Sturz Napoleons III. zurückgekehrt und Arbeit für die im Februar 1871 verbotene eigene Zeitung Le combat. Am 8. Februar 1871 in die Nationalversammlung gewählt, gab er das Mandat am 3. März nach der Ratifikation des Vorfriedens von Versailles auf. Am 26. März Kandidatur für den Rat der Kommune in 9 Arrondissements, dabei ein Mal gewählt. Mitglied der Exekutivkommission bis zum 22. April, danach der Kommission für Finanzen, nahm aber nach dem 22. April für einige Tage nicht mehr an der Arbeit der Kommune teil, es wurde gemutmaßt, er sei im Ausland. Vom 1. bis 8. Mai Mitglied des Wohlfahrtsausschusses, für dessen Errichtung er stimmte, nach dem 12. Mai nicht mehr erwähnt. War während der Barrikadenkämpfe schon wieder in London, wo er bis zur Amnestie 1880 blieb. 1887 wurde er für seine Heimatregion in den französischen Senat gewählt, 1888 für Marseille in die Deputiertenkammer.

### Louis Rossel
Geboren am 9. September 1844 in Saint-Brieuc, hingerichtet am 28. November 1871 in Versailles. Berufssoldat und Mitglied der Armee Mac-Mahons. Schloss sich am 19. März 1871 der Kommune an. Vom 30. April bis 9. Mai „Kriegsminister“ der Kommune. Am 7. Juni verhaftet und zum Tode verurteilt.

### Pierre Vésinier

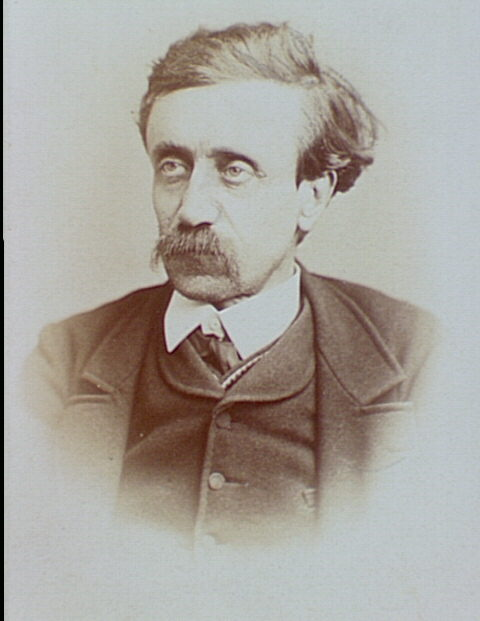
Pierre Vésinier

Geboren am 5. Juli 1826 in Cluny, gestorben am 10. Juni 1902 in Paris, Journalist und Freimaurer. Zwischen 1851 (Staatsstreich Napoleons III.) und dem Sturz Napoleons 1870 im Exil in Genf, Brüssel und London. Seit 1864 Mitglied der I. Internationalen. Wurde Bataillonskommandeur der Nationalgarde und beteiligte sich an der regierungsfeindlichen Demonstration am 31. Oktober 1870. Vésinier erhielt erst bei einer Nachwahl am 16. April ein Mandat für den Rat der Kommune und beteiligte sich dann an der Arbeit der Kommission für öffentliche Arbeiten. Seit 12. Mai war er Direktor des Amtsblattes der Kommune Journal officiel. Vésinier gehört zu den Verantwortlichen für die Brandstiftungen zum Ende der Kommune. Nach dem Ende der Kommune wieder in London, wo er 1872 eine apologetische Geschichte der Pariser Kommune veröffentlichte.